# Marcello Mazzanti
Marcello Mazzanti (Altopascio, 9 febbraio 1831 – Pistoia, 18 agosto 1908) è stato un vescovo cattolico italiano.

## Biografia
Nato il 9 febbraio 1831 a Spianate (frazione del comune di Altopascio) da Michele e Maria Rosa Cortesi, entrò a undici anni nel seminario di Pescia. Notato dai vescovi Vincenzo Menchi e Pietro Forti, proseguì gli studi a Pisa, Siena e Roma, dove si interessò allo studio delle lingue orientali. 
Fu ordinato presbitero il 22 dicembre 1855 a Roma, nella basilica dei Santi Apostoli. Ottenne la cattedra di sacra ermeneutica presso l'università di Pisa. Rientrato a Pescia, per un breve periodo insegnò nel seminario vescovile fin quando non fu nominato vicario generale della diocesi di Modigliana. 
Il 29 settembre 1876 papa Pio IX lo nominò vescovo di Colle di Val d'Elsa. Fu consacrato il 5 novembre nella cattedrale di Santa Maria del Fiore di Firenze. A Colle di Val d'Elsa si dette da fare per rilanciare il seminario, inoltre promosse importanti lavori alla cattedrale e al palazzo vescovile. 
Il 27 marzo 1885 papa Leone XIII lo trasferì alla guida delle diocesi di Pistoia e Prato. Il 28 agosto 1887 indisse un sinodo solenne, coinvolgendo i canonici delle cattedrali di Pistoia e di Prato, tutti i parroci delle due diocesi, per superare le influenze gianseniste presenti sin dai tempi del vescovo Scipione de' Ricci.
Morì nel 1908 all'età di 77 anni.

## Genealogia episcopale
La genealogia episcopale è:
- Cardinale Scipione Rebiba
- Cardinale Giulio Antonio Santori
- Cardinale Girolamo Bernerio, O.P.
- Arcivescovo Galeazzo Sanvitale
- Cardinale Ludovico Ludovisi
- Cardinale Luigi Caetani
- Cardinale Ulderico Carpegna
- Cardinale Paluzzo Paluzzi Altieri degli Albertoni
- Papa Benedetto XIII
- Papa Benedetto XIV
- Papa Clemente XIII
- Cardinale Marcantonio Colonna
- Cardinale Giacinto Sigismondo Gerdil, B.
- Cardinale Giulio Maria della Somaglia
- Cardinale Carlo Odescalchi, S.I.
- Cardinale Costantino Patrizi Naro
- Arcivescovo Eugenio Cecconi
- Vescovo Marcello Mazzanti